# Сербін Лідія Спиридонівна
Лідія Спиридонівна Сербін (7 квітня 1923, село Велика Цвіля, тепер Ємільчинського району Житомирської області — 30 грудня 2002, село Велика Цвіля Ємільчинського району Житомирської області) — українська радянська діячка, ланкова колгоспу імені Щорса Ємільчинського району Житомирської області. Герой Соціалістичної Праці (30.04.1966). Депутат Верховної Ради СРСР 7—9-го скликань.

## Біографія
Народилася в селянській родині. Освіта неповна середня: у 1938 році закінчила семирічну сільську школу.
З 1938 по 1941 рік працювала колгоспницею, ланковою колгоспу села Велика Цвіля Ємільчинського району Житомирської області. У 1939 році була учасницею Всесоюзної сільськогосподарської виставки.
Під час німецько-радянської війни знаходилася в радянському партизанському загоні імені Котовського.
У 1944—1948 роках — завідувач молокозливного пункту, колгоспниця колгоспу імені Щорса Ємільчинського району Житомирської області.
З 1948 року — ланкова колгоспу імені Щорса села Велика Цвіля Ємільчинського району Житомирської області. Знатна майстриня високих врожаїв. Збирала 10—15 центнерів льону з гектару та 250—300 центнерів картоплі з кожного гектару.
Член КПРС з 1956 року.
Потім — на пенсії в селі Велика Цвіля Ємільчинського району Житомирської області.

## Нагороди
- Герой Соціалістичної Праці (30.04.1966)
- два ордени Леніна (30.04.1966, 8.04.1971)
- орден Жовтневої Революції (14.02.1975)
- орден Трудового Червоного Прапора (26.02.1958)
- орден «Знак Пошани» (15.12.1972)
- орден Вітчизняної війни ІІ ст. (6.04.1985)
- медалі